# San Gillio
San Gillio (San Gili in piemontese) è un comune italiano di 3 283 abitanti della città metropolitana di Torino in Piemonte.
Situato a nord-ovest del capoluogo, il territorio del paese è attraversato dal torrente Casternone, affluente del Ceronda.
Il toponimo nasce dalla italianizzazione di Saint Gilles, corrispondente al latino Egidio, santo al quale è ancor oggi dedicata la Parrocchiale.

## Geografia fisica

### Clima
Il clima nel territorio sangilliese è temperato sub-continentale, caratterizzato da inverni freddi, prevalentemente soleggiati, con nevicate abbastanza abbondanti e rara presenza di nebbia. Estati calde, con brezze provenienti dalla vicina Valle di Susa.
- Classificazione climatica: zona E
- Classificazione dei climi di Köppen: clima Cfa.

## Storia
Secondo un'ipotesi sostenuta dal Casalis e ripresa in seguito da diversi studiosi, nelle terre vicine all'attuale comune vi era  un monastero, dipendente dal priorato templare di Sant'Egidio a Testona (dal quale nacque poi Moncalieri). Di parere diverso era, invece, il teologo Giacone, autore di una breve storia di San Gillio, il quale  sosteneva  che fossero stati i monaci benedettini dell'abbazia di Casanova a costruirvi una chiesa dedicata a Sant'Egidio. Negli anni successivi, nei pressi, si sarebbe poi sviluppato un insediamento abitativo. Le prime testimonianze sincrone dell'esistenza di San Gillio risalgono all'inizio del XIV secolo: una vendita operata nel 1306 dai visconti di Baratonia, e una convenzione stipulata nel 1324 tra Filippo di Savoia-Acaia e gli abitanti di San Gillio per la costruzione di una Villanova, che nel 1331 risultava già ultimata.

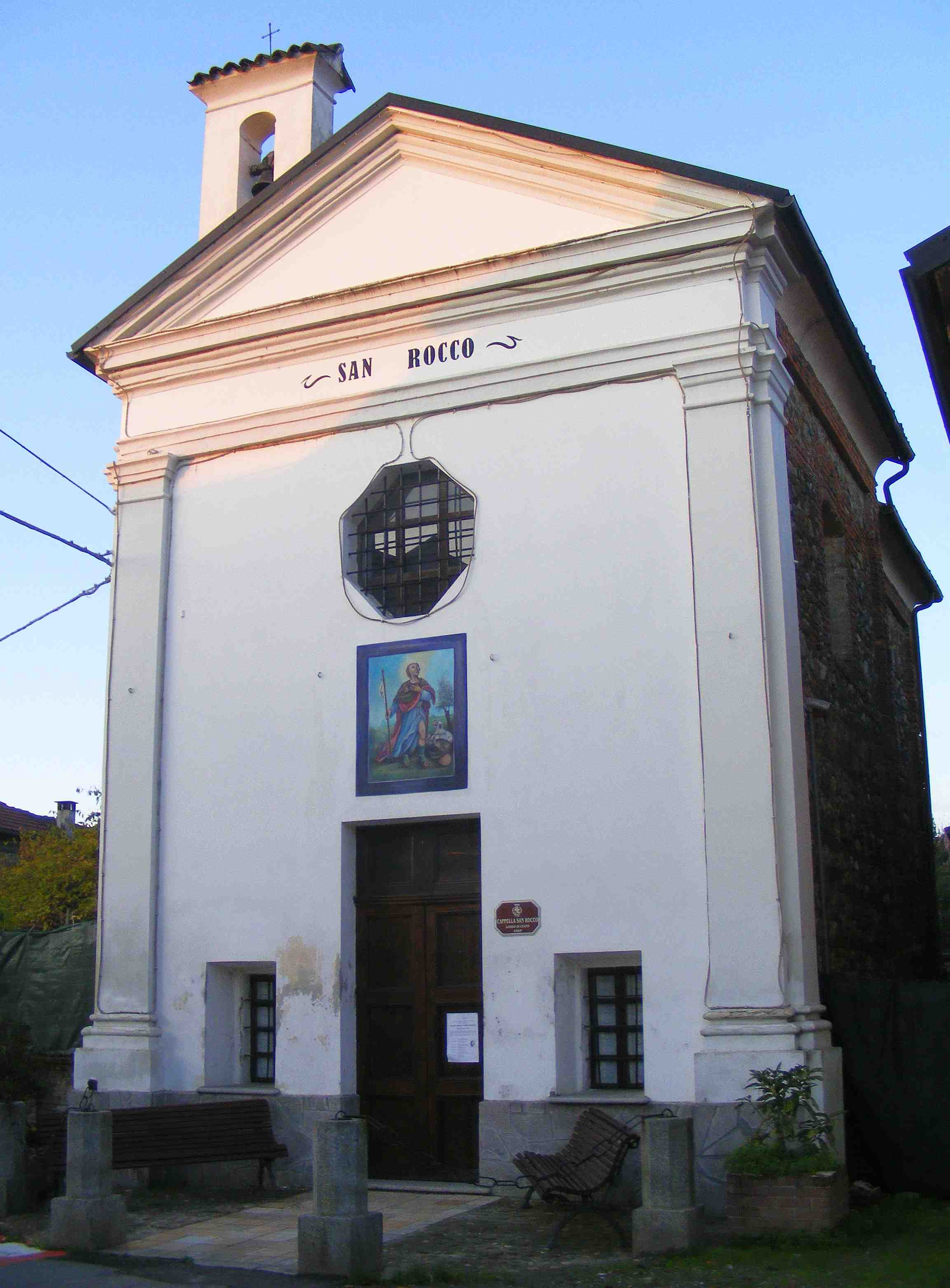
La cappella di San Rocco

Il nuovo agglomerato sorse distante dal precedente. Quest'ultimo si trovava infatti su un poggio diverso da quello ove sorge l'attuale abitato. Parrocchia del paese rimase comunque la piccola chiesa medioevale di Sant'Egidio, architettonicamente rispondente alla tipologia della "Mansio templare", tuttora esistente e in discreto stato di conservazione. All'interno della Villanova venne edificata un'altra chiesa, dedicata alla Santa Croce.
La storia feudale di San Gillio è abbastanza complessa. Nel 1327, forse l'anno in cui venne ultimata la costruzione della Villanova, il principe Giacomo d'Acaia lo infeudò a Guillaume de Montbel, dal quale nel 1366 giunse a Berardo Roero; nel 1409 passò ai Romanzone, e da questi, nel 1472, a Domenico Ambrogio Vignati, un celebre giurista di Lodi che aveva ricoperto importanti incarichi per il Duca di Savoia. Il feudo di San Gillio rimase possesso dei suoi discendenti, trasferitisi stabilmente a Torino, sino alla loro estinzione avvenuta nel 1821. Nel 1835, per iniziativa di Carlo Alberto, il titolo di conte di San Gillio venne attribuito a Felice Maffei (1790-1870), Primo Segretario di Stato agli Affari Esteri.
Dopo la seconda guerra mondiale, una parte crescente della popolazione ha trovato impiego nelle industrie del torinese e dalla fine degli anni settanta la popolazione residente ha conosciuto un forte incremento, arrivando a triplicarsi.

### Simboli
Lo stemma è stato concesso con regio decreto del 23 febbraio 
1931. È d'azzurro, alla croce d'argento, accantonata da un giglio, una stella di 5 raggi, un corno da caccia e una torre, il tutto d'oro.
Il gonfalone, concesso con regio decreto del 23 luglio 1937, è costituito da un drappo di bianco.

## Monumenti e luoghi d'interesse

### Chiesa parrocchiale di Sant'Egidio

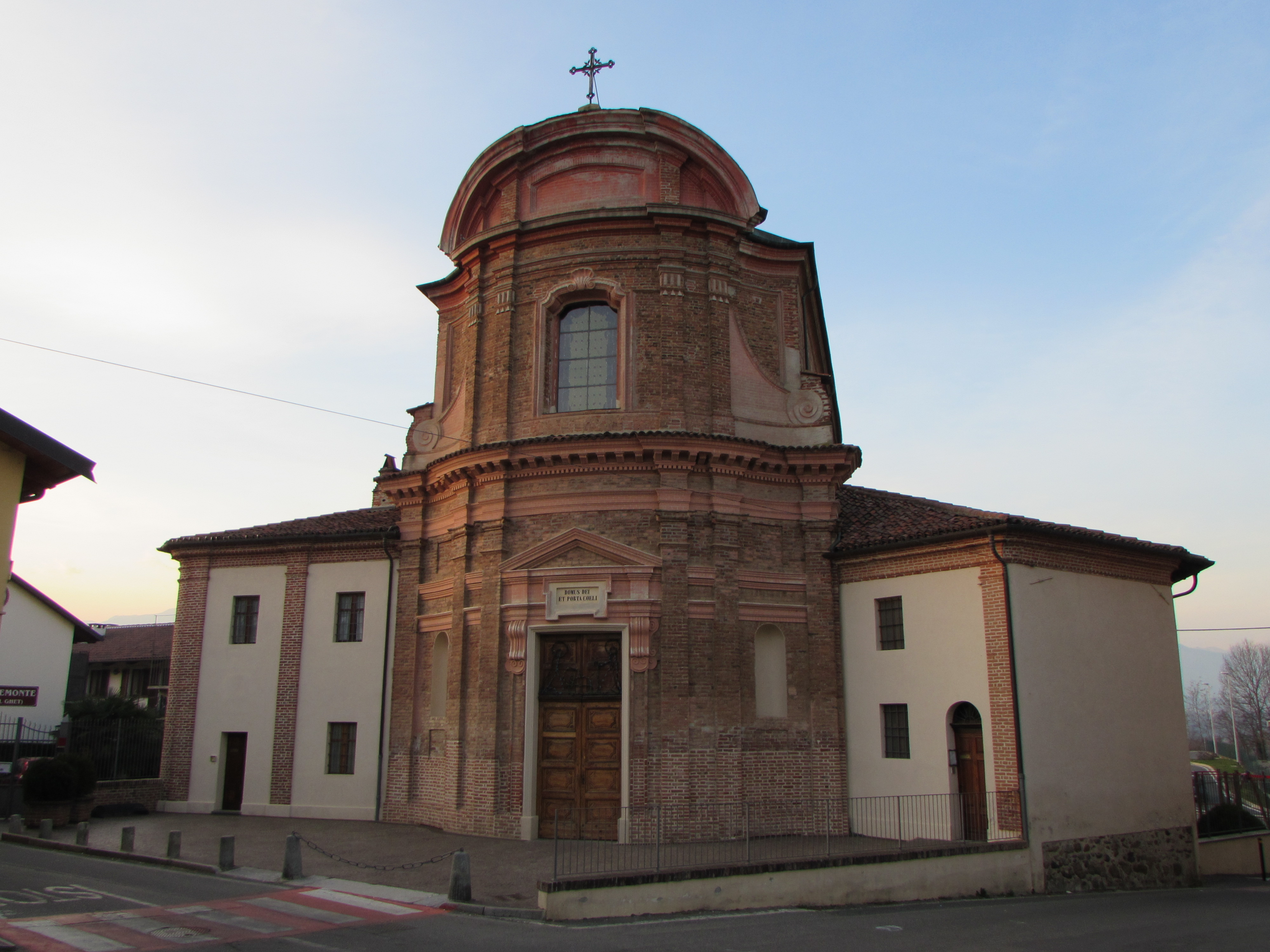
Chiesa Sant'Egidio

Le prime attestazioni dell'esistenza della Parrocchiale di Sant'Egidio risalgono al 1323: si tratta però di un edificio differente dall'attuale, che sorge nel punto in cui sino al principio del Settecento era la chiesa della Santa Croce.
Le condizioni di quest'ultima, dopo il passaggio dei francesi diretti all'assedio di Torino, erano preoccupanti: venne allora decisa la costruzione di una nuova chiesa. I lavori, iniziati nel 1738, vennero affidati al Nicolis di Robilant, il cui progetto però venne abbandonato per mancanza di fondi. Dopo un periodo di interruzione, furono affidati al padre Romualdo, Priore della chiesa di San Pancrazio, che aveva già realizzato altre opere nella zona (tra cui la facciata della chiesa di San Sebastiano a Druento). I lavori si svolsero sotto il patronato dei conti Vignati, i quali fecero porre il loro stemma sull'altare maggiore.
Nel 1887, per venire incontro alle esigenze della popolazione, la chiesa venne ampliata con la costruzione di due cappelle, a fianco dell'altare maggiore.
Il campanile della Parrocchia, originariamente torrione d'avvistamento della struttura difensiva della Villanova, fu abbattuto, per esigenze di viabilità, negli anni sessanta del secolo scorso.

### Castello
L'antico castello, del quale negli anni trenta del '900 era ancora visibile un torrione, a partire dal Cinquecento venne progressivamente trasformato in dimora signorile, con vasti giardini alla francese. Perso il carattere di residenza signorile dopo il 1870, nel Novecento è stato trasformato in condominio.

### Lago Borgarino
A sud-ovest del concentrico si trova il Lago Borgarino,  in origine piccolo invaso artificiale, diventato in seguito un'oasi ornitologica di rifugio e transito.

## Società

### Evoluzione demografica
Il comune ha incrementato la sua popolazione di tre volte negli ultimi cinquant'anni a partire dal 1971.
Abitanti censiti

## Cultura

### Biblioteca
A San Gillio è presente dagli anni ottanta una biblioteca intitolata a Dario Guzzon.

## Economia
La principale risorsa economica di San Gillio è stata sempre rappresentata dall'agricoltura; va segnalata la scomparsa delle viticultura, nel decennio precedente l'ultimo conflitto mondiale.

## Amministrazione

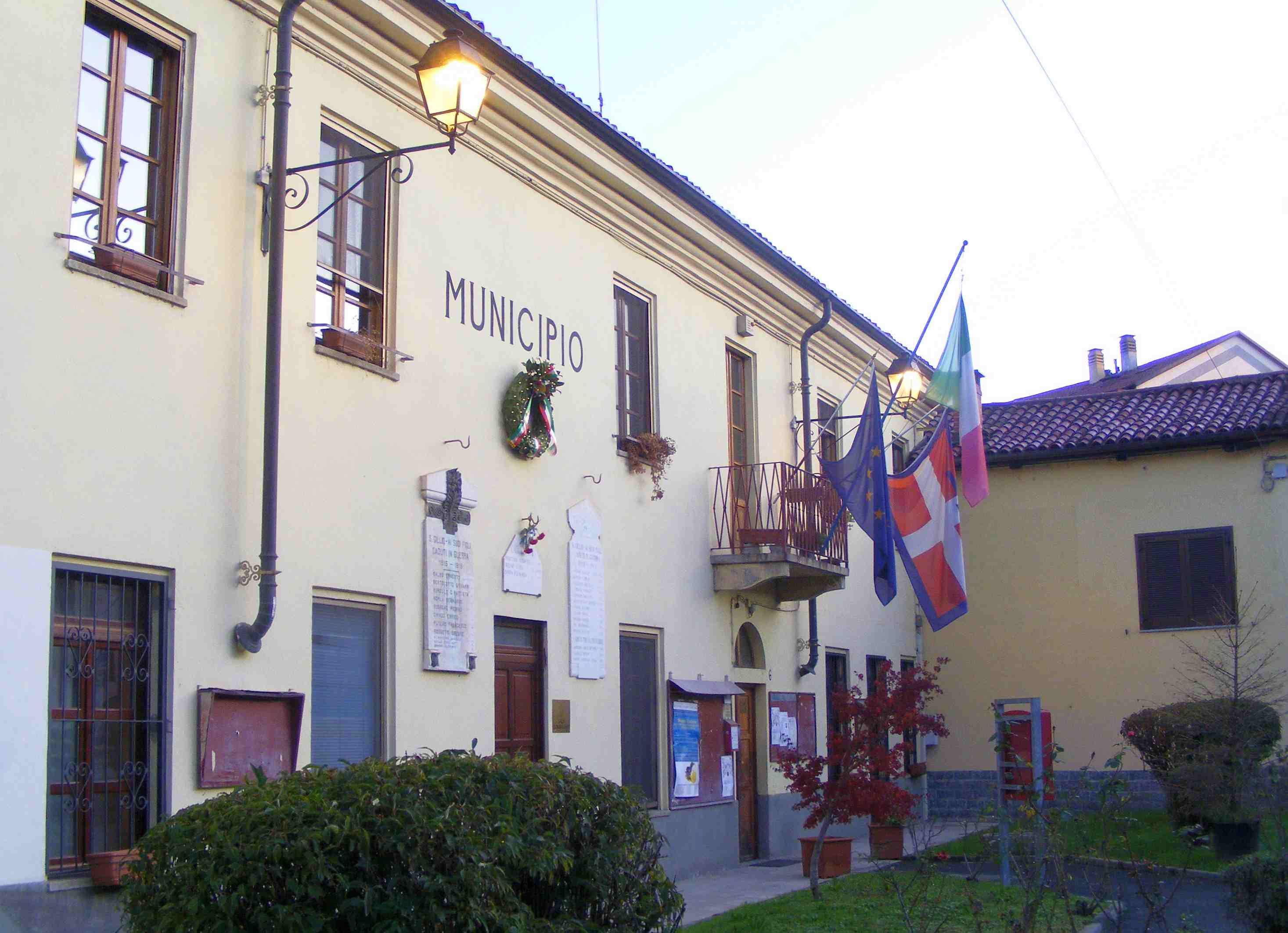
Il municipio

| Periodo | Periodo   | Primo cittadino        | Partito      | Carica  | Note       |
| ------- | --------- | ---------------------- | ------------ | ------- | ---------- |
| 2004    | 2009      | Stefano Cavallero      | lista civica | Sindaco |            |
| 2009    | 2014      | Stefano Cavallero      | lista civica | Sindaco | II mandato |
| 2014    | 2019      | Maria Grazia La Monica | lista civica | Sindaco | I mandato  |
| 2019    | in carica | Gian Carlo Balbo       | lista civica | Sindaco | I mandato  |